# Liste der Abgeordneten zum Österreichischen Abgeordnetenhaus (IV. Legislaturperiode)
Diese Liste der Abgeordneten zum Österreichischen Abgeordnetenhaus (IV. Legislaturperiode) listet alle Abgeordneten zum österreichischen Abgeordnetenhaus während der IV. Legislaturperiode auf. Die Legislaturperiode umfasste eine Session (VII. Session), die vom 27. Dezember 1871 bis zum 7. September 1873 reichte.

## Funktionen

### Abgeordnete
| Name                              | Kronland          | Kurie                                                          | Anmerkung |
| --------------------------------- | ----------------- | -------------------------------------------------------------- | --- |
| Agopsowicz de Hasso Kajetan       | Galizien          | Großgrundbesitz                                                | Mandat aufgrund Nichterscheinens am 21. April 1873 erloschen                                                                                   |
| Amberg Johann Nepomuk             | Vorarlberg        | Virilstimme                                                    | Mandatsverzicht in der Sitzung am 15. Jänner 1873 verkündet, ohne dass Amberg je angelobt worden war                                           |
| Antonietti Josip                  | Dalmatien         | Landgemeinden                                                  | am 29. Dezember 1871 angelobt |
| Badeni Ladislaus                  | Galizien          | Städte                                                         | am 29. Dezember 1871 angelobt |
| Banhans Anton                     | Böhmen            | Städte und Industrialorte                                      | am 7. Mai 1872 erneut angelobt |
| Barbo-Waxenstein Josip Emanuel    | Krain             | Landgemeinden                                                  | am 13. Jänner 1872 angelobt, Mandat aufgrund Nichterscheinens am 15. Februar 1873 erloschen                                                    |
| Bartoszewski Carol                | Galizien          | Landgemeinden                                                  | am 15. Jänner 1872 angelobt, Mandat aufgrund Nichterscheinens am 21. April 1873 erloschen                                                      |
| Bauriedl Krištof                  | Böhmen            | Landgemeinden                                                  | am 10. Mai 1872 angelobt |
| Baworowski Włodzimierz            | Galizien          | Landgemeinden                                                  | am 13. Jänner 1872 angelobt, Mandat aufgrund Nichterscheinens am 21. April 1873 erloschen                                                      |
| Beeß Georg                        | Schlesien         | Großgrundbesitz                                                | |
| Bělský Wenzel                     | Böhmen            | Städte                                                         | Mandat aufgrund Nichterscheinens am 23. Februar 1872 erloschen                                                                                 |
| Bendella Theophil                 | Bukowina          | Großgrundbesitz                                                | |
| Benesch August                    | Mähren            | Städte                                                         | |
| Bertagnolli Kasimir               | Tirol             | Landgemeinden                                                  | am 4. März 1873 angelobt, Mandatsverzicht mit Schreiben vom 15. März 1873                                                                      |
| Blitzfeld Rudolf                  | Schlesien         | Stadt und Handels und Gewerbekammer Troppau                    | |
| Bogdanowicz Christof              | Galizien          | Städte                                                         | am 29. Dezember 1871 angelobt, Mandat aufgrund Nichterscheinens am 21. April 1873 erloschen                                                    |
| Bossi-Fedrigotti Friedrich        | Tirol             | Landgemeinden                                                  | |
| Brader Cölestin                   | Tirol             | Fürstbischöfe, Prälaten, Universität, adeliger Großgrundbesitz | am 13. Jänner 1872 angelobt, Mandatsverzicht in der Sitzung am 15. Februar 1873 verkündet                                                      |
| Brandstetter Friedrich            | Steiermark        | Landgemeinden                                                  | |
| Brauner Franz                     | Böhmen            | Landgemeinden                                                  | Mandat wurde am 23. Februar 1872, sowie am 11. Juni 1872 erneut, aufgrund seines Nichterscheinens für erloschen erklärt                        |
| Brestel Rudolf                    | Niederösterreich  | Reichshaupt- und Residenzstadt Wien                            | |
| Budmani Pero                      | Dalmatien         | Städte und Handels- und Gewerbekammer                          | am 30. Jänner 1872 angelobt |
| Carneri Bartholomäus              | Steiermark        | Großgrundbesitz                                                | |
| Černe Anton                       | Görz und Gradisca | Landgemeinden                                                  | am 28. Dezember 1871 angelobt |
| Černín Otakar                     | Böhmen            | Großgrundbesitz                                                | Mandat wurde am 23. Februar 1872 aufgrund seines Nichterscheinens für Erloschen erklärt                                                        |
| Chlumecký Johann von              | Mähren            | Großgrundbesitz                                                | |
| Chotek Rudolf                     | Böhmen            | Großgrundbesitz                                                | Mandat wurde am 23. Februar 1872 aufgrund seines Nichterscheinens für Erloschen erklärt                                                        |
| Clam-Martinitz Heinrich           | Böhmen            | Großgrundbesitz                                                | Mandat wurde am 23. Februar 1872 aufgrund seines Nichterscheinens für Erloschen erklärt                                                        |
| Claudi Eduard                     | Böhmen            | Landgemeinden                                                  | |
| Cnobloch Karl von                 | Kärnten           | Großgrundbesitz                                                | |
| Colombani Horaz                   | Istrien           | Städte, Märkte und Industrialorte                              | am 13. Jänner 1872 angelobt, 1873 verstorben                                                                                                   |
| Coronini-Cronberg Franz           | Görz und Gradisca | Städte / Handels- und Gewerbekammer                            | |
| Costa Ethbin Heinrich             | Krain             | Landgemeinden                                                  | Mandat wurde am 15. Februar 1873 aufgrund seines Nichterscheinens für Erloschen erklärt                                                        |
| Czaykowski Jan Euzebiusz          | Galizien          | Großgrundbesitz                                                | am 13. Jänner 1872 angelobt, Mandat wurde am 21. April 1873 aufgrund seines Nichterscheinens für Erloschen erklärt                             |
| Czedik von Bründelsberg Alois     | Niederösterreich  | Städte und Märkte                                              | |
| Czerkawski Eusebius               | Galizien          | Städte                                                         | nach Wiederwahl am 14. Dezember 1872 neuerlich angelobt, Mandat wurde am 21. April 1873 aufgrund seines Nichterscheinens für Erloschen erklärt |
| Danilo Ivan                       | Dalmatien         | Landgemeinden                                                  | am 28. Dezember 1871 angelobt |
| Daubek Eduard                     | Böhmen            | Großgrundbesitz                                                | am 14. Mai 1872 angelobt |
| Degara Heliodor                   | Tirol             | Fürstbischöfe, Prälaten, Universität, adeliger Großgrundbesitz | Mandatsverzicht in der Sitzung am 1. April 1873 verkündet (ob er je angelobt wurde, geht aus den Stenographischen Protokollen nicht hervor)    |
| Dieser Josef                      | Oberösterreich    | Landgemeinden                                                  | am 28. Dezember 1871 angelobt, Mandat wurde am 15. Februar 1872 aufgrund seines Nichterscheinens für Erloschen erklärt                         |
| Demel von Elswehr Johann          | Schlesien         | Städte                                                         | am 28. Dezember 1871 angelobt |
| Dinstl Ferdinand                  | Niederösterreich  | Städte und Märkte                                              | |
| Dorfner Josef                     | Oberösterreich    | Landgemeinden                                                  | am 28. Dezember 1871 angelobt, 1872 verstorben                                                                                                 |
| Dormitzer Maximilian              | Böhmen            | Handels- und Gewerbekammer                                     | am 16. Mai 1872 neuerlich angelobt |
| Dubsky Adolf                      | Mähren            | Großgrundbesitz                                                | |
| Dumba Nikolaus                    | Niederösterreich  | Landgemeinden                                                  | |
| Dzwonkowski Eduard                | Galizien          | Großgrundbesitz                                                | Mandat wurde am 21. April 1873 aufgrund seines Nichterscheinens für Erloschen erklärt                                                          |
| Edlbacher Max                     | Oberösterreich    | Landgemeinden                                                  | |
| Eichhoff Josef von                | Mähren            | Großgrundbesitz                                                | |
| Enffans d’Avernas Alfred des      | Steiermark        | Großgrundbesitz                                                | Mandat aufgrund Nichterscheinens am 23. Februar 1872 erloschen                                                                                 |
| Enffans d’Avernas Heinrich des    | Steiermark        | Großgrundbesitz                                                | Mandat aufgrund Nichterscheinens am 23. Februar 1872 erloschen                                                                                 |
| d’Elvert Christian                | Mähren            | Landeshauptstadt Brünn                                         | |
| Esop Josef Václav                 | Böhmen            | Städte und Industrialorte                                      | Mandat wurde am 23. Februar 1872 und erneut am 11. Juni 1872 aufgrund seines Nichterscheinens für Erloschen erklärt                            |
| Figuly von Szep Ignaz Karl        | Oberösterreich    | Landeshauptstadt Linz                                          | |
| Firley Felix                      | Galizien          | Landgemeinden                                                  | am 29. Dezember 1871 angelobt, Mandat wurde am 21. April 1873 aufgrund seines Nichterscheinens für Erloschen erklärt                           |
| Fontana Josef Franz               | Tirol             | Städte                                                         | am 17. Dezember 1872 abgelobt |
| Forster Emanuel                   | Böhmen            | Großgrundbesitz                                                | am 10. Mai 1872 angelobt |
| Froschauer Sebastian von          | Vorarlberg        | Städte und Industrialorte                                      | am 27. März 1873 angelobt |
| Fürth Josef                       | Böhmen            | Handels- und Gewerbekammer                                     | am 7. Mai 1872 erneut angelobt |
| Fux Johann                        | Mähren            | Städte                                                         | |
| Garbaczyński Piotr                | Galizien          | Landgemeinden                                                  | Mandat wurde am 21. April 1873 aufgrund seines Nichterscheinens für Erloschen erklärt                                                          |
| Ginzel Joseph Augustin            | Böhmen            | Großgrundbesitz                                                | am 7. Mai 1872 angelobt |
| Giovanelli Ignaz                  | Tirol             | Landgemeinden                                                  | Mandat wurde am 19. März 1872 aufgrund seines Nichterscheinens für Erloschen erklärt, nach Wiederwahl Mandatsverzicht                          |
| Giskra Karl                       | Niederösterreich  | Reichshaupt- und Residenzstadt Wien                            | |
| Glaser Julius                     | Niederösterreich  | Reichshaupt- und Residenzstadt Wien                            | |
| Gomperz Julius                    | Mähren            | Handels- und Gewerbekammer                                     | |
| Graf Lubert                       | Böhmen            | Städte und Industrialorte                                      | am 7. Mai 1872 angelobt |
| Grégr Eduard                      | Böhmen            | Landgemeinden                                                  | Mandat wurde am 23. Februar 1872 und erneut am 11. Juni 1872 aufgrund seines Nichterscheinens für Erloschen erklärt                            |
| Grégr Julius                      | Böhmen            | Städte und Industrialorte                                      | Mandat wurde am 23. Februar 1872 und erneut am 11. Juni 1872 aufgrund seines Nichterscheinens für Erloschen erklärt                            |
| Greuter Josef                     | Tirol             | Landgemeinden                                                  | am 29. Dezember 1872 angelobt, Mandatsverzicht in der Sitzung am 15. Februar 1873 verkündet                                                    |
| Grocholski Kazimierz von          | Galizien          | Großgrundbesitz                                                | Mandat wurde am 21. April 1873 aufgrund seines Nichterscheinens für Erloschen erklärt                                                          |
| Gross Franz                       | Oberösterreich    | Städte und Industrialorte                                      | |
| Grünwald Vendelin                 | Böhmen            | Landgemeinden                                                  | Mandat wurde am 23. Februar 1872 aufgrund seines Nichterscheinens für Erloschen erklärt                                                        |
| Gudenus Ernst                     | Steiermark        | Landgemeinden                                                  | Mandat wurde am 15. Februar 1873 aufgrund seines Nichterscheinens für Erloschen erklärt                                                        |
| Hackelberg-Landau Rudolf Adam von | Steiermark        | Großgrundbesitz                                                | |
| Hallwich Hermann                  | Böhmen            | Städte und Industrialorte                                      | |
| Hanisch Ferdinand                 | Mähren            | Landgemeinden                                                  | |
| Haslinglehner Johann              | Oberösterreich    | Landgemeinden                                                  | |
| Hawran Josef                      | Schlesien         | Landgemeinden                                                  | am 12. Dezember 1872 angelobt |
| Herbst Eduard                     | Böhmen            | Landgemeinden                                                  | am 7. Mai 1872 neuerlich angelobt |
| Hildebrandt Robert                | Böhmen            | Großgrundbesitz                                                | Mandat wurde am 23. Februar 1872 aufgrund seines Nichterscheinens für Erloschen erklärt                                                        |
| Hopfen Franz von                  | Niederösterreich  | Großgrundbesitz                                                | |
| Hoppen Apolinary                  | Galizien          | Landgemeinden                                                  | am 13. Jänner 1872 angelobt, Mandat wurde am 21. April 1873 aufgrund seines andauernden Nichterscheinens für Erloschen erklärt                 |
| Horak Ivan Nepomuk                | Krain             | Handels- und Gewerbekammer                                     | erschien nie im Abgeordnetenhaus, weswegen sein am 15. Februar 1873 für Erloschen erklärt wurde                                                |
| Horodyski Tomasz                  | Galizien          | Großgrundbesitz                                                | am 28. Dezember 1871 angelobt, Mandat wurde am 21. April 1873 aufgrund seines späteren Nichterscheinens für Erloschen erklärt                  |
| Hoszard Franciszek                | Galizien          | Landgemeinden                                                  | am 12. Dezember 1872 angelobt, Mandat wurde am 21. April 1873 aufgrund seines späteren Nichterscheinens für Erloschen erklärt                  |
| Huscher Georg                     | Böhmen            | Städte und Industrialorte                                      | am 10. Mai 1872 neuerlich angelobt |
| Janowski Ambroży                  | Galizien          | Landgemeinden                                                  | |
| Jasieński Josef                   | Galizien          | Landgemeinden                                                  | Mandat wurde am 21. April 1873 aufgrund seines späteren Nichterscheinens für Erloschen erklärt                                                 |
| Jaworski Apolinary                | Galizien          | Großgrundbesitz                                                | am 28. Dezember 1871 angelobt, Mandat wurde am 21. April 1873 aufgrund seines späteren Nichterscheinens für Erloschen erklärt                  |
| Jessernig Gabriel von             | Kärnten           | Städte                                                         | |
| Irschara Dominik                  | Tirol             | Fürstbischöfe, Prälaten, Universität, adeliger Großgrundbesitz | am 13. Jänner 1872 angelobt, Mandatsverzicht in der Sitzung am 15. Februar 1873 verkündet                                                      |
| Jugović Leopold                   | Krain             | Städte                                                         | am 13. Jänner 1872 angelobt, Mandat wurde am 15. Februar 1873 aufgrund seines späteren Nichterscheinens für Erloschen erklärt                  |
| Kaiser Ignaz                      | Niederösterreich  | Landgemeinden                                                  | |
| Kálnoky Béla                      | Mähren            | Großgrundbesitz                                                | |
| Kardasch Gregor                   | Böhmen            | Landgemeinden                                                  | am 14. Mai 1872 angelobt |
| Kaser Johann                      | Mähren            | Städte                                                         | am 12. Dezember 1872 angelobt |
| Kaszewko Mathias                  | Galizien          | Landgemeinden                                                  | Mandat wurde am 21. April 1873 aufgrund seines langfristigen Nichterscheinens für Erloschen erklärt                                            |
| Keil Franz                        | Salzburg          | Handels- und Gewerbekammer                                     | |
| Khevenhüller-Metsch Karl          | Böhmen            | Großgrundbesitz                                                | am 7. Mai 1872 angelobt |
| Kielmansegg Karl                  | Niederösterreich  | Großgrundbesitz                                                | |
| Kinsky Christian                  | Niederösterreich  | Großgrundbesitz                                                | |
| Kirchmayer Julian                 | Galizien          | Landgemeinden                                                  | Mandat wurde am 21. April 1873 aufgrund seines langfristigen Nichterscheinens für Erloschen erklärt                                            |
| Klaczko Julian                    | Galizien          | Großgrundbesitz                                                | am 13. Jänner 1872 angelobt |
| Klaudy Karel Leopold von          | Böhmen            | Landgemeinden                                                  | erschien nie im Abgeordnetenhaus, weswegen sein Mandat am 23. Februar 1873 für Erloschen erklärt wurde                                         |
| Kleveta Alois                     | Mähren            | Landgemeinden                                                  | erschien nie im Abgeordnetenhaus, weswegen sein Mandat am 23. Februar 1873 für Erloschen erklärt wurde                                         |
| Klier Franz                       | Böhmen            | Städte und Industrialorte                                      | am 14. Mai 1872 neuerlich angelobt |
| Knoll Alfred                      | Böhmen            | Städte und Industrialorte                                      | |
| Kochanowski von Stawczan Anton    | Bukowina          | Landeshauptstadt Czernowitz                                    | |
| Kodym Filipp Stanislaw            | Böhmen            | Landgemeinden                                                  | erschien nie im Abgeordnetenhaus, weswegen sein Mandat am 23. Februar 1873 für Erloschen erklärt wurde                                         |
| Konwalin Anton                    | Mähren            | Landgemeinden                                                  | |
| Korb von Weidenheim Karl          | Böhmen            | Großgrundbesitz                                                | am 7. Mai 1872 angelobt |
| Kotz von Dobřz Ferdinand          | Böhmen            | Großgrundbesitz                                                | am 7. Mai 1872 angelobt |
| Kratochwile Johann                | Böhmen            | Landgemeinden                                                  | erschien nie im Abgeordnetenhaus, weswegen sein Mandat am 11. Juni 1872 für Erloschen erklärt wurde                                            |
| Kübeck Max                        | Mähren            | Großgrundbesitz                                                | |
| Kub David                         | Böhmen            | Landgemeinden                                                  | am 7. Mai 1872 angelobt |
| Kuranda Ignaz                     | Niederösterreich  | Reichshaupt- und Residenzstadt Wien                            | |
| Lamberg Hugo                      | Salzburg          | Großgrundbesitz                                                | |
| Lasser von Zollheim Josef         | Oberösterreich    | Großgrundbesitz                                                | |
| Lax Josef                         | Kärnten           | Landgemeinden                                                  | |
| Leitenberger Friedrich            | Böhmen            | Handels- und Gewerbekammer                                     | |
| Lenz Alfred                       | Niederösterreich  | Landgemeinden                                                  | |
| Leydolt Anton                     | Mähren            | Städte                                                         | |
| Liebl Josef                       | Steiermark        | Landgemeinden                                                  | |
| Lipp Eduard                       | Steiermark        | Städte und Märkte                                              | am 17. Dezember 1872 neuerlich abgelobt |
| Ljubiša Stjepan Mitrov            | Dalmatien         | Landgemeinden                                                  | am 23. Jänner 1872 angelobt |
| Łoś August                        | Galizien          | Großgrundbesitz                                                | Mandat wurde am 21. April 1873 aufgrund seines langfristigen Nichterscheinens für Erloschen erklärt                                            |
| Lumbe Karl                        | Böhmen            | Großgrundbesitz                                                | am 7. Mai 1872 angelobt |
| Mauhart Franz                     | Oberösterreich    | Landgemeinden                                                  | erschien nie im Abgeordnetenhaus, wobei sein Mandatsverzicht in der Sitzung am 15. Februar 1873 verkündet wurde                                |
| Mayer Ernst                       | Böhmen            | Städte und Industrialorte                                      | am 7. Mai 1872 angelobt |
| Mayrhofer Franz Karl              | Niederösterreich  | Handels- und Gewerbekammer                                     | |
| Mende Leopold                     | Niederösterreich  | Landgemeinden                                                  | |
| Menger Max                        | Böhmen            | Landgemeinden                                                  | |
| Morpurgo Josef                    | Triest            | Municipium                                                     | |
| Müller Franz                      | Schlesien         | Landgemeinden                                                  | am 28. Dezember 1871 angelobt |
| Müller Josef                      | Böhmen            | Großgrundbesitz                                                | erschien nie im Abgeordnetenhaus, weswegen sein Mandat am 23. Februar 1872 für Erloschen erklärt wurde                                         |
| Neuberg Johann                    | Böhmen            | Großgrundbesitz                                                | erschien nie im Abgeordnetenhaus, weswegen sein Mandat am 23. Februar 1872 für Erloschen erklärt wurde                                         |
| Neumann Wenzel                    | Böhmen            | Landgemeinden                                                  | am 7. Mai 1872 neuerlich angelobt |
| Oberleithner Eduard               | Mähren            | Landgemeinden                                                  | |
| Oelz Josef Anton                  | Vorarlberg        | Landgemeinden                                                  | Mandatsverzicht in der Sitzung am 15. Februar 1873 verkündet                                                                                   |
| Palacky Jan                       | Böhmen            | Großgrundbesitz                                                | erschien nie im Abgeordnetenhaus, weswegen sein Mandat am 23. Februar 1872 für Erloschen erklärt wurde                                         |
| Pantz Adolf                       | Kärnten           | Landgemeinden                                                  | |
| Pascotini von Ehrenfels Carlo     | Triest            | Municipium                                                     | |
| Pauer Johann Paul                 | Steiermark        | Großgrundbesitz                                                | |
| Di Pauli Anton                    | Tirol             | Handels- und Gewerbekammer sowie Städte und Orte               | war nie angelobt worden, Mandatsverzicht in der Sitzung am 15. Februar 1873 verkündet                                                          |
| Perger von Pergenau Heinrich      | Niederösterreich  | Städte und Märkte                                              | |
| Pfeiffer Emil                     | Galizien          | Landgemeinden                                                  | Mandat wurde am 21. April 1873 aufgrund seines langfristigen Nichterscheinens für Erloschen erklärt                                            |
| Pfeil-Scharffenstein Alfred       | Böhmen            | Großgrundbesitz                                                | erschien nie im Abgeordnetenhaus, weswegen sein Mandat am 23. Februar 1872 für Erloschen erklärt wurde                                         |
| Pickert Karl                      | Böhmen            | Landgemeinden                                                  | am 7. Mai 1872 neuerlich angelobt |
| Pillersdorff Hermann von          | Schlesien         | Landgemeinden                                                  | |
| Pino von Friedenthal Felix        | Bukowina          | Landgemeinden                                                  | |
| Piotrowski Gustaw                 | Galizien          | Großgrundbesitz                                                | Mandat wurde am 21. April 1873 aufgrund seines langfristigen Nichterscheinens für Erloschen erklärt                                            |
| Planck von Planckburg Eduard      | Oberösterreich    | Großgrundbesitz                                                | am 12. Dezember 1872 angelobt |
| Platz Leopold                     | Steiermark        | Landgemeinden                                                  | war nie angelobt worden, Mandatsverzicht in der Sitzung am 15. Februar 1873 verkündet                                                          |
| Platzer Vilém                     | Böhmen            | Landgemeinden                                                  | erschien nie im Abgeordnetenhaus, weswegen sein Mandat am 23. Februar 1872 für Erloschen erklärt wurde                                         |
| Plener Ignaz von                  | Böhmen            | Handels- und Gewerbekammer                                     | am 7. Mai 1872 neuerlich angelobt |
| Poklukar Josip                    | Krain             | Landgemeinden                                                  | am 13. Jänner 1872 angelobt, Mandat wurde am 15. Februar 1873 aufgrund dauerhaften Nichterscheinens für Erloschen erklärt wurde                |
| Porák Anton                       | Böhmen            | Städte und Industrialorte                                      | erschien nie im Abgeordnetenhaus, weswegen sein Mandat am 23. Februar 1872 für Erloschen erklärt wurde                                         |
| Prachenský Josef Stanislav        | Böhmen            | Städte und Industrialorte                                      | erschien nie im Abgeordnetenhaus, weswegen sein Mandat am 23. Februar 1872 für Erloschen erklärt wurde                                         |
| Pretis de Cagnodo Sisinio         | Böhmen            | Großgrundbesitz                                                | am 7. Mai 1872 angelobt |
| Rapp Franz                        | Tirol             | Landgemeinden                                                  | am 29. Dezember 1871 angelobt |
| Rechbauer Karl                    | Steiermark        | Landeshauptstadt Graz                                          | |
| Redlhammer Albert                 | Böhmen            | Städte und Industrialorte                                      | |
| Reutter Karl                      | Steiermark        | Städte und Märkte                                              | |
| Rhomberg Albert                   | Vorarlberg        | Städte und Märkte                                              | |
| Riccabona-Reichenfels Julius      | Tirol             | Landgemeinden                                                  | war nie angelobt worden, Mandatsverzicht in der Sitzung am 15. Februar 1873 verkündet                                                          |
| Rieger František Ladislav         | Böhmen            | Landgemeinden                                                  | erschien nie im Abgeordnetenhaus, weswegen sein Mandat am 23. Februar 1872 für Erloschen erklärt wurde                                         |
| Ritter Valerius                   | Kärnten           | Städte                                                         | |
| Rohrmann Moritz                   | Schlesien         | Großgrundbesitz                                                | |
| Roser Franz                       | Böhmen            | Landgemeinden                                                  | am 7. Mai 1872 angelobt |
| Roth Karl                         | Böhmen            | Städte und Industrialorte                                      | erschien nie im Abgeordnetenhaus, weswegen sein Mandat am 23. Februar 1872 für Erloschen erklärt wurde                                         |
| Rudež Karel Dragotin              | Krain             | Städte                                                         | am 13. Jänner 1872 angelobt |
| Russ Viktor Wilhelm               | Böhmen            | Land                                                           | am 14. Mai 1872 neuerlich angelobt |
| Rydzowski Andrzej                 | Galizien          | Großgrundbesitz                                                | am 3. Juni 1872 angelobt, Mandat wurde am 21. April 1873 aufgrund seines langfristigen Nichterscheinens für Erloschen erklärt                  |
| Rylski Eustachy January           | Galizien          | Großgrundbesitz                                                | Mandat wurde am 21. April 1873 aufgrund seines langfristigen Nichterscheinens für Erloschen erklärt                                            |
| Salm-Reifferscheid Siegfried      | Böhmen            | Großgrundbesitz                                                | erschien nie im Abgeordnetenhaus, weswegen sein Mandat am 23. Februar 1872 für Erloschen erklärt wurde                                         |
| Sapieha Adam                      | Galizien          | Städte                                                         | am 17. Dezember 1872 angelobt, Mandat wurde am 21. April 1873 aufgrund seines langfristigen Nichterscheinens für Erloschen erklärt             |
| Sawczyński Zygmunt                | Galizien          | Städte                                                         | Mandat wurde am 21. April 1873 aufgrund seines langfristigen Nichterscheinens für Erloschen erklärt                                            |
| Scharschmid von Adlertreu Max     | Böhmen            | Großgrundbesitz                                                | am 7. Mai 1872 angelobt |
| Schaup Wilhelm                    | Oberösterreich    | Handels- und Gewerbekammer                                     | |
| Schier Franz                      | Böhmen            | Großgrundbesitz                                                | am 7. Mai 1872 angelobt |
| Schlosser Karl                    | Böhmen            | Großgrundbesitz                                                | am 7. Mai 1872 angelobt |
| Schmidt Anton                     | Böhmen            | Städte und Industrialorte                                      | erschien nie im Abgeordnetenhaus, weswegen sein Mandat am 23. Februar 1872 für Erloschen erklärt wurde                                         |
| Schönbach Anton                   | Bukowina          | Landgemeinden                                                  | |
| Schürer Franz                     | Niederösterreich  | Landgemeinden                                                  | |
| Schwarzenberg Karl                | Böhmen            | Großgrundbesitz                                                | erschien nie im Abgeordnetenhaus, weswegen sein Mandat am 23. Februar 1872 für Erloschen erklärt wurde                                         |
| Seidemann Heinrich                | Böhmen            | Städte und Industrialorte                                      | am 10. Mai 1872 angelobt |
| Seidl Konrad                      | Steiermark        | Landgemeinden                                                  | |
| Škarda Jakub                      | Böhmen            | Landgemeinden                                                  | erschien nie im Abgeordnetenhaus, weswegen sein Mandat am 23. Februar 1872 für Erloschen erklärt wurde                                         |
| Skopalik Franz                    | Mähren            | Landgemeinden                                                  | erschien nie im Abgeordnetenhaus, weswegen sein Mandat am 23. Februar 1872 für Erloschen erklärt wurde                                         |
| Sladkovský Karl                   | Böhmen            | Landgemeinden                                                  | erschien nie im Abgeordnetenhaus, weswegen sein Mandat am 23. Februar 1872 für Erloschen erklärt wurde                                         |
| Smarzewski Seweryn Walenty        | Galizien          | Großgrundbesitz                                                | am 17. Dezember 1872 angelobt, Mandat wurde am 21. April 1873 aufgrund seines langfristigen Nichterscheinens für Erloschen erklärt             |
| Smolka Franciszek                 | Galizien          | Stadt Lemberg                                                  | am 29. Dezember 1871 angelobt, Mandat wurde am 21. April 1873 aufgrund seines langfristigen Nichterscheinens für Erloschen erklärt             |
| Stangler Josef                    | Böhmen            | Großgrundbesitz                                                | erschien nie im Abgeordnetenhaus, weswegen sein Mandat am 23. Februar 1872 für Erloschen erklärt wurde                                         |
| Starhemberg Camillo               | Oberösterreich    | Großgrundbesitz                                                | |
| Stefan Christian                  | Böhmen            | Städte und Industrialorte                                      | erschien nie im Abgeordnetenhaus, weswegen sein Mandat am 11. Juni 1872 für Erloschen erklärt wurde                                            |
| Steffens Peter                    | Böhmen            | Großgrundbesitz                                                | am 7. Mai 1872 angelobt |
| Steinbrecher Bruno                | Mähren            | Städte                                                         | |
| Stockau Friedrich                 | Mähren            | Großgrundbesitz                                                | |
| Strass Karl van der               | Mähren            | Städte                                                         | |
| Streer von Streeruwitz Adolf      | Böhmen            | Landgemeinden                                                  | am 7. Mai 1872 angelobt |
| Stremayr Karl von                 | Steiermark        | Landgemeinden                                                  | |
| Sturm Eduard                      | Mähren            | Städte                                                         | am 12. Dezember 1872 angelobt |
| Suttner Gustav                    | Niederösterreich  | Großgrundbesitz                                                | |
| Syz Jakob                         | Steiermark        | Handels- und Gewerbekammer                                     | |
| Szczepański Miecislaus            | Galizien          | Landgemeinden                                                  | am 14. März 1873 angelobt, Mandat wurde am 21. April 1873 aufgrund seines langfristigen Nichterscheinens für Erloschen erklärt                 |
| Szeptycki Jan                     | Galizien          | Landgemeinden                                                  | am 28. Dezember 1871 angelobt, Mandat wurde am 21. April 1873 aufgrund seines langfristigen Nichterscheinens für Erloschen erklärt             |
| Tarnoczy Wilhelm                  | Tirol             | Virilstimme                                                    | Wahl wurde am 6. Februar 1872 annulliert, wobei Tarnoczy nie angelobt worden war                                                               |
| Theumer Josef                     | Böhmen            | Landgemeinden                                                  | am 7. Mai 1872 angelobt |
| Thun Emanuel                      | Tirol             | Landgemeinden                                                  | |
| Thun Theodor                      | Böhmen            | Großgrundbesitz                                                | erschien nie im Abgeordnetenhaus, weswegen sein Mandat am 23. Februar 1872 für Erloschen erklärt wurde                                         |
| Thurn-Balsassina Hyazinth         | Krain             | Großgrundbesitz                                                | |
| Tinti Karl von                    | Niederösterreich  | Großgrundbesitz                                                | |
| Tomanek Johann                    | Mähren            | Städte                                                         | |
| Tomaszczuk Constantin             | Bukowina          | Großgrundbesitz                                                | |
| Torosiewicz Emil                  | Galizien          | Großgrundbesitz                                                | Mandat wurde am 21. April 1873 aufgrund seines langfristigen Nichterscheinens für Erloschen erklärt                                            |
| Trojan Pravoslav Alois            | Böhmen            | Landgemeinden                                                  | erschien nie im Abgeordnetenhaus, weswegen sein Mandat am 23. Februar 1872 für Erloschen erklärt wurde                                         |
| Tuschner Emanuel                  | Böhmen            | Städte und Industrialorte                                      | erschien nie im Abgeordnetenhaus, weswegen sein Mandat am 23. Februar 1872 für Erloschen erklärt wurde                                         |
| Urbanek Friedrich                 | Böhmen            | Landgemeinden                                                  | erschien nie im Abgeordnetenhaus, weswegen sein Mandat am 23. Februar 1872 für Erloschen erklärt wurde                                         |
| Vidulich Franz                    | Istrien           | Städte, Märkte und Industrialorte                              | |
| Villani Karl                      | Böhmen            | Landgemeinden                                                  | erschien nie im Abgeordnetenhaus, weswegen sein Mandat am 23. Februar 1872 für Erloschen erklärt wurde                                         |
| Vojnović Georg Conte              | Dalmatien         | Landgemeinden                                                  | am 28. Dezember 1871 angelobt |
| Wächter Otto von                  | Böhmen            | Großgrundbesitz                                                | am 7. Mai 1872 angelobt |
| Waldert Anton                     | Böhmen            | Landgemeinden                                                  | |
| Wallis Karl                       | Böhmen            | Großgrundbesitz                                                | am 10. Mai 1872 angelobt |
| Watzka Josef                      | Böhmen            | Landgemeinden                                                  | am 10. Mai 1872 angelobt |
| Weeber August                     | Mähren            | Städte und Industrialorte                                      | |
| Wegscheider Johann                | Salzburg          | Städte und Märkte                                              | |
| Weigel Ferdynand                  | Galizien          | Handelskammer                                                  | am 15. Jänner 1872 angelobt, Mandat aufgrund Nichterscheinens am 21. April 1873 erloschen                                                      |
| Weiss Adolf                       | Böhmen            | Großgrundbesitz                                                | am 7. Mai 1872 angelobt |
| Welz Alois                        | Böhmen            | Großgrundbesitz                                                | erschien nie im Abgeordnetenhaus, weswegen sein Mandat am 23. Februar 1872 für Erloschen erklärt wurde                                         |
| Wereszczyński Józef               | Galizien          |                                                                | |
| Wickhoff Franz                    | Oberösterreich    |                                                                | |
| Wiener Friedrich                  | Böhmen            |                                                                | am 22. Mai 1872 angelobt |
| Włodek Roman                      | Galizien          |                                                                | |
| Wodzicki Ludwik                   | Galizien          |                                                                | Mandat aufgrund Nichterscheinens am 21. April 1873 erloschen                                                                                   |
| Wolański Nikolaus                 | Galizien          |                                                                | am 28. Dezember 1871 angelobt, Mandat aufgrund Nichterscheinens am 21. April 1873 erloschen                                                    |
| Wolfrum Karl                      | Böhmen            |                                                                | |
| Zaillner Innocenz                 | Mähren            |                                                                | |
| Zajiček                           |                   |                                                                | am 12. Dezember 1872 angelobt |
| Žák Jan                           | Böhmen            |                                                                | erschien nie im Abgeordnetenhaus, weswegen sein Mandat am 11. Juni 1872 für Erloschen erklärt wurde                                            |
| Zarnik Valentin                   | Krain             |                                                                | erschien nie im Abgeordnetenhaus, weswegen sein Mandat am 23. Februar 1872 für Erloschen erklärt wurde                                         |
| Zawadowski                        |                   |                                                                | Mandat wurde aufgrund seines langfristigen Nichterscheinens am 21. April 1873 für erloschen erklärt                                            |
| Zedtwitz Karl Moritz              | Böhmen            |                                                                | am 7. Mai 1872 angelobt |
| Zeithammer Ottokar                | Böhmen            |                                                                | erschien nie im Abgeordnetenhaus, weswegen sein Mandat am 23. Februar 1872 für Erloschen erklärt wurde                                         |
| Zeleny Wenzel                     | Böhmen            |                                                                | erschien nie im Abgeordnetenhaus, weswegen sein Mandat am 23. Februar 1872 für Erloschen erklärt wurde                                         |
| Zyblikiewicz Mikołaj              | Galizien          |                                                                | Mandat wurde aufgrund seines langfristigen Nichterscheinens am 21. April 1873 für erloschen erklärt                                            |